# 约翰·梅利威瑟
约翰·威廉·梅利韦瑟（John William Meriwether ，1947年8月10日—）是一位美国对冲基金高管。

## 教育经历
梅利威瑟在西北大学取得了本科学位，并在芝加哥大学布斯商学院拿到了MBA学位。

## 所罗门兄弟公司
毕业后，梅利威瑟搬到纽约，并在所罗门兄弟公司担任债券交易员。20世纪80年代初，梅利威瑟晋升为所罗门兄弟公司国内固定收益套利部的主管，并于1988年升任该公司的副董事长。1991年，所罗门兄弟公司卷入了保罗·莫泽尔犯下的国债交易丑闻。保罗·莫泽尔是梅利威瑟的下属，梅利威瑟因此被处以50,000美元的民事罚款。

## 长期资本管理公司
梅利威瑟于1994年创立了长期资本管理公司（LTCM），这是一家主要投资策略为“市场中性套利”的公司。凭借着杰出的吸引力，梅利威瑟招揽了一批极富盛名的职业投资人和学术泰斗加入了他的公司，其中包括1997年的诺贝尔经济学奖得主罗伯特·C·默顿和迈伦·斯科尔斯、原美联储副主席、被视为格林斯潘的接任者的大卫·穆里斯（David Mullis）、前所罗门兄弟债券交易部的主管罗森菲尔德（Rosonfield）以及一众大学教授和知名投资人。
长期资本管理公司通过计算机分析处理了大量历史数据，建立起了一套基于计算机的自动投资系统模型，通过庞大的债券及衍生品的资产组合进行套利活动，并取得了惊人的收益。1996年，长期资本管理公司通过模型预测德国债券价格将会下降，意大利、希腊等国的债券价格会上升，便在沽空德国债券的同时做多意大利。市场的变化和长期资本管理公司的预测基本相符，这使得长期资本管理公司一跃成为华尔街最有名的对冲基金公司之一。1994年至1997年之间，长期资本管理公司管理的资产规模从最初的12.5亿美元暴涨到了48亿美元。每年的投资回报率分别是：1994年28.5%、1995年42.8%、1996年40.8%、1997年17%。傲人的成绩吸引了更多的投资者，人们纷纷投资长期资本管理公司。
然而，长期资本管理公司的模型非常依赖过去的历史数据，而历史数据无法预测未来会发生的小概率事件。1998年，俄罗斯发生了严重的金融危机，俄政府宣布卢布贬值，同时停止国债交易，恐慌的投资者们于是将资金从发展中国家纷纷取出，并开始买入美国和德国这些质量更高风险更小的债券。这种行为导致德国债券的价格上升，而此时的长期资本管理公司正用着60余倍的杠杆沽空德国债券。于是，长期资本管理公司承受了巨额亏损，在150天内资产净值减少了90%。9月23日，在美联储的安排下，有15家金融公司共同接管了长期资本管理公司。《当天才遭遇滑铁卢：长期资本管理公司的兴衰》和《发明金钱：长期资本管理公司的故事及其背后的传奇》两本书详细介绍了长期资本管理倒闭之前和之后的事件。

## JWM合伙人公司
长期资本管理公司倒闭一年的1999年，梅利威瑟创立了JWM Partners LLC。该对冲基金成立之初的管理规模是2.5亿美元，到2007年该基金的管理规模上升到了30亿美元。然而，2007年至2009年发生的全球金融危机再次给予了梅利威瑟的公司重创。从2007年9月到2009年2月，他的主要基金损失了44%。 2009年7月8日，梅利威瑟关闭了该基金。

## JM顾问公司
2010年，梅利威瑟成立了他的第三个对冲基金，名为JM Advisors Management。该基金预计将使用与LTCM和JWM类似的策略，即高杠杆的“相对价值套利”。然而，这一次的募资并不顺利，到2011年3月，JM Advisors的宏观基金仅筹集了2885万美元。截至2011年，其管理资产约为1.0885亿美元。

## 赛马爱好
梅利威瑟多年来一直拥有纯种马，并且是纽约赛马协会(NYRA) 的董事会成员。他特别为1993年华盛顿特区国际锦标赛的冠军巴克汉竞选。

## 其他相关
- 著名的交易亏损
- 说谎者的扑克牌
- 当天才遭遇滑铁卢
- 黑天鹅问题

## 相关阅读
- Lowenstein, Roger. . New York: Random House. 2000. ISBN 0-375-50317-X.
- Dunbar, Nicholas. . New York: John Wiley & Sons. 2000. ISBN 0-471-89999-2.
- Lewis, Michael. . New York: W.W. Norton. 1989. ISBN 0-393-02750-3.